# Naim Saadawi
Naim Saadawi Sad (per. نعیم سعداوی, ur. 16 czerwca 1969 w Karadżu) – irański piłkarz grający na pozycji obrońcy.

## Kariera klubowa
Karierę piłkarską Saadawi rozpoczął w rodzinnym Karadżu, w tamtejszym klubie o nazwie Bahman Karadż. W 1995 roku osiągnął tym klubem swój pierwszy sukces w karierze, gdy zdobył Puchar Hazfi, czyli Puchar Iranu. 1 sierpnia 1997 roku zmienił barwy klubowe i podpisał kontrakt z Persepolis Teheran, wywodzącym się ze stolicy kraju, Teheranu. Jedyne sukcesy z tym klubem osiągnął w sezonie 1998/1999, gdy po raz pierwszy został mistrzem Iranu, a także wywalczył swój drugi krajowy puchar. Po tych sukcesach odszedł z Persepolis i przeszedł do Foolad Ahwaz. Tam grał do 2004 roku, czyli do końca swojej kariery. W tym okresie zespół z miasta Ahwaz nie osiągnął większych sukcesów.

## Kariera reprezentacyjna
W reprezentacji Iranu Saadawi zadebiutował w 1996 roku. W 1998 roku został powołany przez Dżalala Talebiego do kadry na Mistrzostwa Świata we Francji. Tam wystąpił jedynie w wygranym 2:1 meczu ze Stanami Zjednoczonymi. Po Mundialu przestał występować w drużynie narodowej.

## Kariera trenerska
Po zakończeniu kariery piłkarskiej Saadawi został trenerem. Najpierw szkolił piłkarzy Sanat Naft Abadan by w 2005 roku odejść do Szahin Buszehr, w którym zastąpił Humana Afazelego. W Szahinie pracował do 2007 roku i wtedy na krótko objął posadę asystenta selekcjonera reprezentacji Iranu U-23.